# Félix-Jacques Moulin
Félix-Jacques Moulin (27 de marzo de 1802 - 12 de diciembre de 1875) fue un fotógrafo francés.

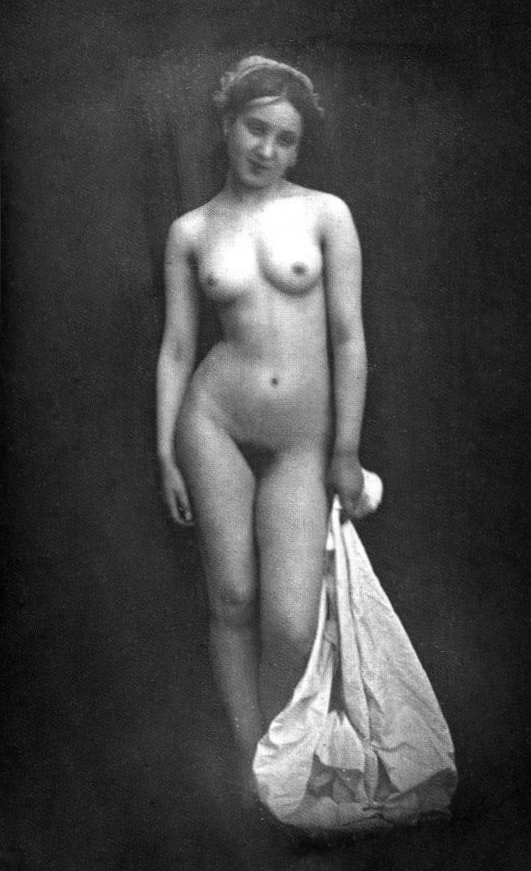
Fotografía de una muchacha de 16 años, realizada por Félix-Jacques Moulin, en 1849.

En 1849, abrió un estudio fotográfico en París y realizó daguerrotipos eróticos de muchachas de 14 à 16 años. En 1851, sus obras fueron confiscadas y fue condenado a un mes de cárcel.
Después de su liberación, se dedicó a dar clases de fotografía. 
En 1856, emprendió un viaje fotográfico por Argelia, con un buen equipo y financiado por el Estado, lo que le permitió contar con la ayuda de las autoridades coloniales. Regresó a Europa en 1858 con cientos de imágenes de paisajes, ciudades, yacimientos arqueológicos y retratos de los habitantes. Publicó una selección de 300 fotografías en un libro titulado L'Algérie photographiée.
Sus obras se conservan en la Biblioteca Nacional de Francia, el Museo de Orsay y The Getty Center, entre otros.